# Quarume
Quarume (scn), caldume (wł.) – danie, najczęściej uliczne, kuchni sycylijskiej przygotowywane z podrobów, najczęsciej wołowych. Zwykle wykorzystywane są przedżołądki (żwacz, czepiec i księgi), niektóre części żołądka (trawieńca), dwunastnicy i innych wybranych podrobów, które gotuje się razem z warzywami stosowanymi zwykle do bulionów: seler, marchew, cebula, goździki, natka pietruszki. Przygotowujący tę potrawę nazywani są quarumari.
W przeszłości była spożywana przez przedstawicieli wielu klas wszystkich klas, kultur i zawodów: pielgrzymi, kowale, ostrzarze noży, ślusarze, zbrojni, prałaci i chirurdzy. I jest rzeczą oczywistą, że nie sposób tu wymienić innych ludzi. Obecnie danie nadal jest popularne w niektórych dzielnicach Palermo, np. Vucciria i Ballarò.